# Hendrik Homan
Hendrik Homan (Rolde, 28 februari 1796 - aldaar, 5 december 1867) was een Nederlandse jurist en burgemeester.

## Leven en werk
Homan was een zoon van de schulte en maire van Rolde Johannes Homan en Roelfje Vos. Hij studeerde rechten aan de universiteit van Groningen en promoveerde aldaar in 1818. Een jaar later, in 1819, werd hij benoemd als opvolger van zijn vader tot burgemeester van Rolde. Deze functie zou hij bijna 50 jaar vervullen tot zijn overlijden in 1867. Hij combineerde in Rolde meerdere functies. Naast burgemeester was hij ook gemeentesecretaris en vanaf 1851 ook raadslid. Zijn broer Lucas was burgemeester van Norg.
Homan trouwde op 23 december 1847 in Rolde met Grietje Trip, dochter van de Gieter landbouwer Albert Jacobs Trip en Bouwchien Springer. Uit dit huwelijk werden vijf kinderen geboren, waarvan er één jong overleed.
- International Standard Name Identifier: 0000 0003 9384 4941
- Nederlandse Thesaurus van Auteursnamen: 072561416
- Virtual International Authority File: 288250029
- WorldCat: E39PBJt8jtmXM8yJBxPHtM6R8C